# Karl-Heinz Schmalfuß
Karl-Heinz Schmalfuß (* 17. Juni 1929 in Rützengrün) ist ein ehemaliger deutscher General der Deutschen Volkspolizei (DVP). Von 1984 bis 1990 war er Stellvertreter Minister im Ministerium des Innern (MdI) der DDR.

## Leben
Der jüngste Sohn eines Zimmermanns wurde 1948 nach dem Abitur als Neulehrer für Latein und Russisch an der Oberschule Falkenstein im Vogtland tätig. Er trat 1950 in die Sozialistische Einheitspartei Deutschlands (SED) ein. Von 1952 bis 1955 war er Schulinspektor im Kreis Dresden-Land. Am 1. Juni 1955 wurde er Angehöriger der DVP. Er erhielt den Dienstgrad eines Unteroffiziers und wurde zum Dienst bei den Inneren Truppen des Innenministeriums einberufen, die dem Staatssekretariat für Staatssicherheit unterstanden. Nach einer zweimonatigen Ausbildung zum Zugführer an der Infanterie-Schule der KVP in Erfurt wurde er von Generalmajor Ottomar Pech zum Leutnant ernannt. Er wurde stellvertretender Kompaniechef im Sicherungsregiment Dresden der Inneren Truppen. Schmalfuß besuchte 1955/56 die Dolmetscher-Schule der KVP/NVA und kam im Oktober 1956 als Dolmetscher zur Zentrale nach Ost-Berlin. Von 1956 bis 1960 folgte ein Studium am Dzierzynski-Militärinstitut Moskau, der Militärakademie der Inneren Truppen der UdSSR, die dem Komitee für Staatssicherheit der UdSSR (KGB) unterstanden. Anschließend war er von 1960 bis 1964 als Unterabteilungsleiter im Stab des MdI eingesetzt.
Vom 1. Januar 1965 bis Ende 1975 fungierte er als Leiter des Büros des Ministers des Innern. Beim Wechsel in diese Funktion wurde er vorzeitig zum Oberstleutnant der VP und später auch vorzeitig zum Oberst der VP befördert. Während dieser Zeit arbeitete er eng mit Innenminister Friedrich Dickel zusammen und wurde am 26. Juni 1975 vom Vorsitzenden des Nationalen Verteidigungsrates der DDR, Erich Honecker, zum Generalmajor ernannt. Nach seinem Weggang wurde seine bisherige Funktion in zwei Dienstbereiche geteilt, in das Büro und das Sekretariat des Ministers. Von Januar 1976 bis 1979 war er Stellvertreter des Leiters der Hauptinspektion im MdI und von 1980 bis 1984 Leiter der Zentralen Kontrollgruppe und Leiter der Hauptinspektion. Schmalfuß stieg 1984 zum Stellvertreter des Ministers des Innern für Volkspolizei-Bereitschaften/Kampfgruppen auf und wurde am 30. Juni 1986 zum Generalleutnant befördert.
Während der Wende in der DDR wurde ihm Ende 1989 zusätzlich die Verantwortung für die zivilen Bereiche des MdI übertragen. Nach dem Regierungswechsel wurde er mit Wirkung vom 18. April 1990 von seiner Funktion als stellvertretender Minister entbunden, blieb aber – ab dem 1. Mai 1990 im Rang eines Generalinspekteurs – als Leiter der Zentralabteilung bis zum 2. Oktober 1990 im Ministerium unter Peter-Michael Diestel. Nach dem Ende seiner Dienstzeit war er noch bis Ende 1990 auf Honorarbasis als Berater der Leitung der Außenstelle des Bundesministeriums des Innern tätig.

## Auszeichnungen
- 1972 Ehrentitel Verdienter Volkspolizist der Deutschen Demokratischen Republik
- 1969 Vaterländischer Verdienstorden in Bronze, 1979 in Silber 1989 in Gold
- 1984 Orden Banner der Arbeit Stufe I

## Veröffentlichungen
- Innenansichten. 30 Jahre Dienst im Ministerium des Innern der DDR. Ein General meldet sich zu Wort. Helios-Verlag, Aachen 2009, ISBN 978-3-938208-99-1.[2]
- Meine Wege nach Moskau. Erinnerungen und Reflexionen eines DDR-Generals. Helios-Verlag, Aachen 2011, ISBN 978-3-86933-053-2.